# Gare de Vikhammer
La gare de Vikhammer est une gare ferroviaire de la ligne du Nordland, située sur la commune de  Malvik.

## Situation ferroviaire
Établie à 4,7 m d'altitude, la gare se situe à 12,69 km de Trondheim.

## Histoire

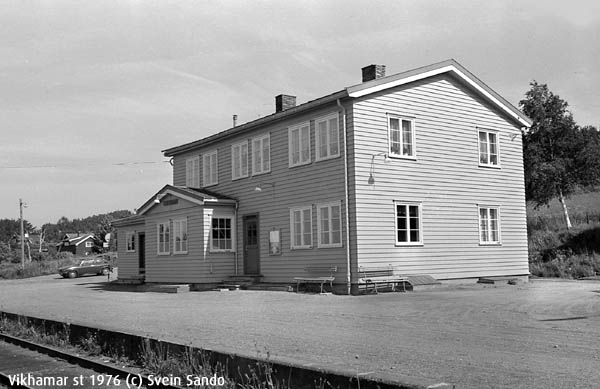
Le bâtiment de la gare de 1942 à 1986

## Service des voyageurs

### Accueil
Il y a un parking d'une vingtaine de places et d'un parc à vélo et une aubette sur le quai. 

### Desserte
La gare est desservie par la ligne locale reliant Lerkendal à Steinkjer. 